# Mixomyrophis pusillipinna
Mixomyrophis pusillipinna är en fiskart som beskrevs av Mccosker, 1985. Mixomyrophis pusillipinna ingår i släktet Mixomyrophis och familjen Ophichthidae. Inga underarter finns listade i Catalogue of Life.